# Auriga
Auriga är också det latinska namnet på stjärnbilden Kusken.

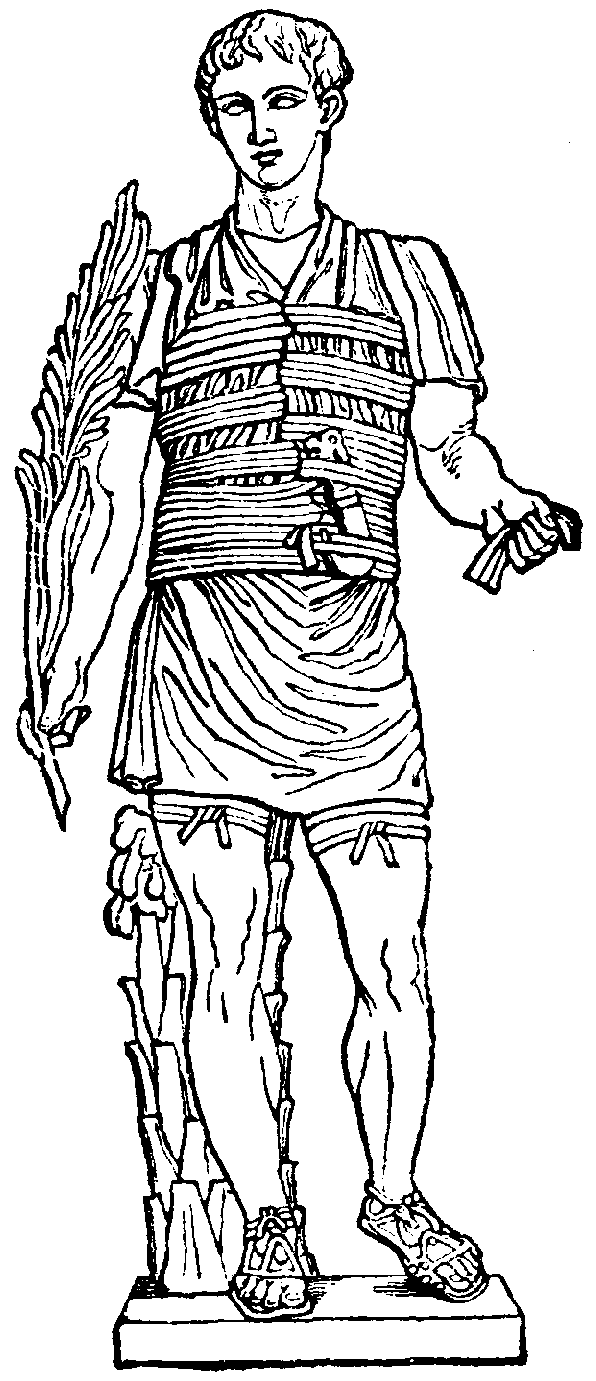
Romersk auriga

Auriga, lat., "körsven", särskilt kusken för biga vid kappkörningarna i de fornromerska circensiska spelen.
Aurigernas dräkt bestod av en kort tunika i det tävlande partiets färg. Till skydd mot revbensbrott var han surrad om livet med läderremmar, i vlika en kniv var instucken, med vilken han i nödfall kunde avskära tömmarna som lindades kring livet. Skickliga auriger åtnjöt stor popularitet och kunde förvärva stora förmögenheter genom framgångar i tävlingarna.